# Bivol (zodie)

Semnul zodiei bivolului

Bivolul este adeptul proverbului „graba strică treaba”. Trece prin viață cu hotărâre și bun-simț. Iubește natura și munca în aer liber. Respectă tradițiile, e un om „așezat”, care caută locurile liniștite.
Te poți baza pe stabilitatea Bivolului, ca și pe forța sa interioară. Este umanitar, loial, cinstit, credincios și integru. Nimic nu îl face să dea înapoi odată ce a luat o decizie, și nu renunță la cuvântul dat, mergând până la încăpățânare prostească.
De regulă, Bivolul își ascunde sentimentele, mai ales când este îndragostit, de teamă să nu fie respins. Nu îi este frică de singuratate și preferă să-și petreacă serile într-o casuță liniștită, la țară, decât într-o cafenea plină de agitație.
Bivolul nu este tocmai diplomat, ba chiar e cam prea „dintr-o bucata”: spune totul pe șleau, fără ezitare. Dacă este atacat de cineva, ripostează imediat, ca un taur, gata să împungă.
Zodiac chinezesc - zodia Bivol Cei care îl ranesc, ca și cei apropiați, trebuie sa fie atenți: poartă pică multă vreme - chiar prea multă - și niciodată nu uită un nume sau un chip. Întotdeauna se razbună, chiar peste ani și ani. Un lucru e clar: nu știe să piarda și nu suportă eșecul.